# Lutherkirche (Stendal)

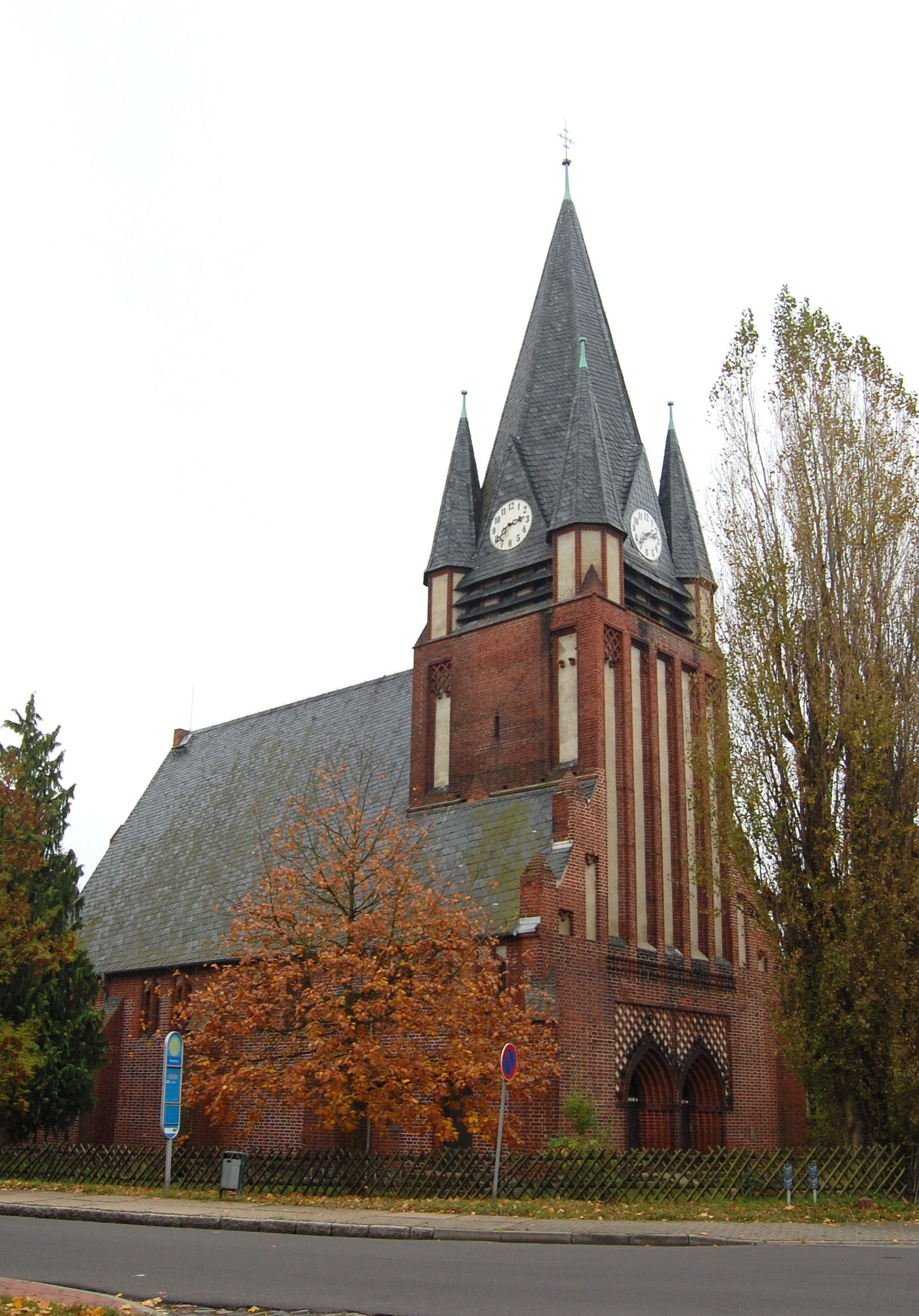
Lutherkirche (erbaut 1904/05)

Die Lutherkirche ist eine evangelische Kirche im zur Stadt Stendal gehörenden Stadtteil Röxe in Sachsen-Anhalt. Sie gehört zum Kirchenkreis Stendal der Evangelischen Kirche in Mitteldeutschland.

## Architektur und Geschichte
Die Kirche wurde in den Jahren 1904/05 im Stil der Neogotik errichtet. Der Entwurf entstand unter Leitung von Oberbaurat Oskar Hossfeld, dem für Kirchenbau zuständigen Referenten im preußischen Ministerium der öffentlichen Arbeiten in Berlin; die Ausarbeitung oblag einem seiner Mitarbeiter, Regierungsbaumeister Roger Slawski, der aber noch 1904 das Ministerium verließ.
Zuvor hatte die Kirchengemeinde die Alte Dorfkirche Röxe genutzt, die seitdem als Friedhofskapelle dient.
Die Saalkirche wurde aus Backstein errichtet. Östlich des Schiffs befindet sich ein kleiner rechteckiger Chor. Auf der Westseite des Schiffs ist der mächtige Kirchturm eingefügt. Der Turm trägt einen spitzen Helm, der von vier Wichtürmen flankiert wird. Das Kirchenschiff verfügt über Strebepfeiler, zwischen denen jeweils ein Fensterpaar mit gegiebelten Stürzen angeordnet ist. Das an der Westseite befindliche Doppelportal ist rechteckig mit Ornamenten aus Formsteinen umrahmt, wobei sich die Gestaltung an das Vorbild des Querhausportals der St.-Stephan-Kirche in Tangermünde anlehnt.
Das Innere der Kirche wird von einer abgestuften Holzbalkendecke überspannt. Ursprünglich bestanden polygonale Dachhäuschen, die das Innere belichteten. Diese Aufbauten wurden jedoch um 1970 entfernt. Sowohl im Untergeschoss des Turms als auch im Chor befindet sich ein Kreuzgratgewölbe. Das Schiff verfügt über umlaufende Emporen. Die Inneneinrichtung stammt einheitlich aus der Bauzeit der Kirche. Den Altar lieferte Steinmetzmeister Sonnenburg, Stendal. Das Altarkruzifix und die Kanzel wurden von der Firma Gustav Kuntzsch, Wernigerode, geschaffen. Schlosser Helmbold, Stendal, stellte die Kronleuchter her. Die Orgel stammt aus der Orgelbauanstalt der Firma Richard Voigt, Stendal.